# Фльорентинув (Радомщанський повіт)
Фльорентинув (пол. Florentynów) — село в Польщі, у гміні Кодромб Радомщанського повіту Лодзинського воєводства.
Населення — 153 особи (2011).
У 1975-1998 роках село належало до Пйотрковського воєводства.

## Демографія
Демографічна структура станом на 31 березня 2011 року:
|          | Загалом | Допрацездатний вік | Працездатний вік | Постпрацездатний вік |
| -------- | ------- | ------------------ | ---------------- | -------------------- |
| Чоловіки | 84      | 16                 | 56               | 12                   |
| Жінки    | 69      | 8                  | 40               | 21                   |
| Разом    | 153     | 24                 | 96               | 33                   |